# Billete de dos mil pesos chilenos
El billete de dos mil pesos es parte del sistema monetario chileno y se emite desde el 19 de junio de 1997. Su primer diseño fue en papel algodón, y en 2004 se convirtió en el primer billete del país en ser fabricado en polímero. De color predominante morado, en su anverso se encuentra el retrato del patriota Manuel Rodríguez, y desde 2010 su reverso muestra el volcán Lonquimay.

## Historia

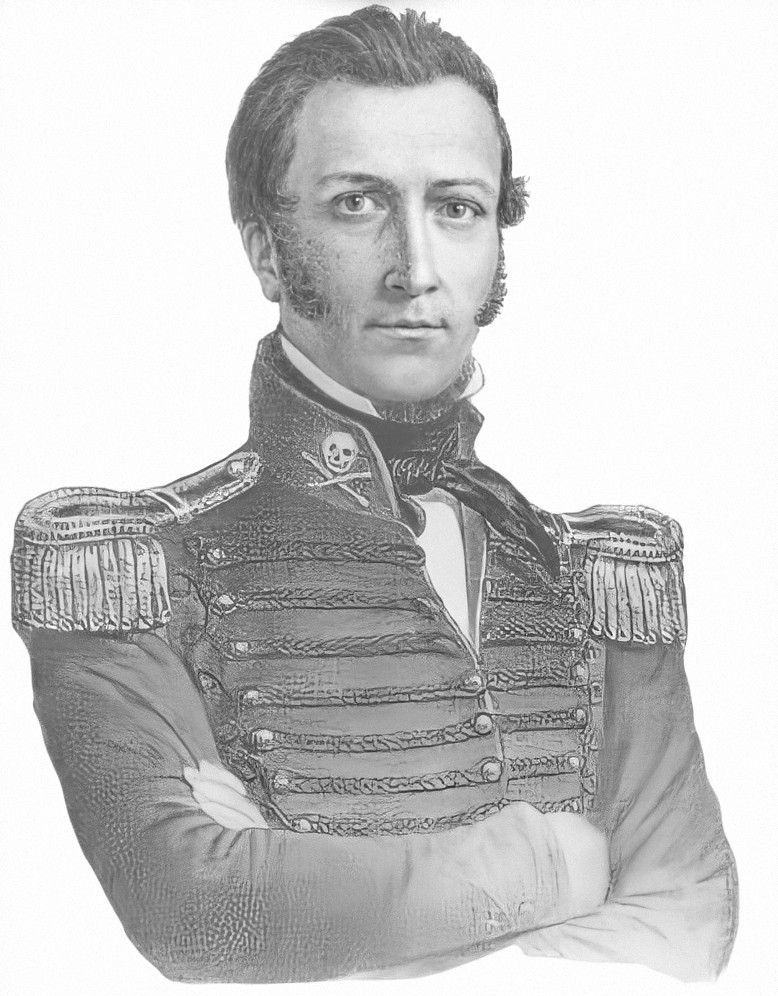
Manuel Rodríguez Erdoíza (1785-1818). Su efigie aparece en el anverso del billete de dos mil pesos

### Primera emisión
El billete de dos mil pesos fue introducido el 19 de junio de 1997, luego de que el Consejo del Banco Central aprobara su producción en una medida histórica, ya que esta decisión rompió la tendencia de emitir billetes de mayor denominación de forma progresiva. Fabricado en papel algodón mide 145 mm de ancho y 70 mm de alto.
En su anverso muestra la imagen del patriota Manuel Rodríguez, protagonista de la independencia de Chile, grabado por el francés Narciso Desmadryl en 1854. En el centro, y tapado de forma parcial por el retrato se ubica parte del Monumento a Manuel Rodríguez de la escultora Blanca Merino, ubicado en el parque Bustamante de Santiago.
En el reverso se aprecia una vista de la Iglesia de Los Dominicos en Santiago, y el sello del Banco Central.

### Polímero
El 31 de agosto de 2004 fue puesto en circulación el nuevo billete de dos mil pesos, el primero del país en ser fabricado en polímero. Mantuvo la mayor parte del diseño de la emisión anterior, pero se le agregaron elementos de seguridad como ventanas transparentes, y una marca táctil para personas con discapacidad visual.

### Serie bicentenario

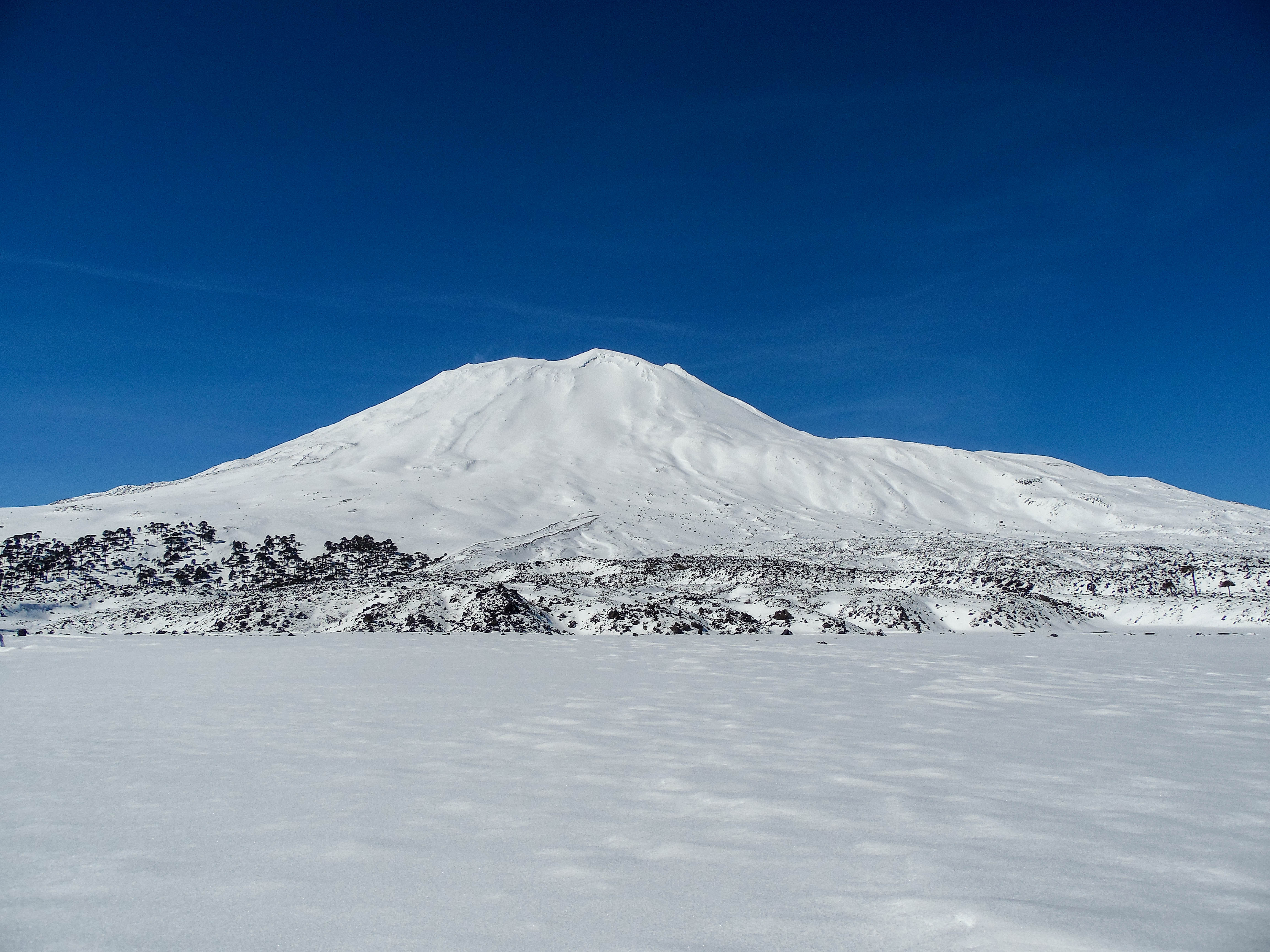
El volcán Lonquimay aparece en el reverso del billete de dos mil pesos.

Como conmemoración del bicentenario del país, el Banco Central de Chile comenzó en 2009 la producción de una nueva serie de papel moneda. El billete de dos mil pesos fue presentado el 17 de noviembre de 2010, y tiene un ancho de 127 mm y un largo de 70 mm.
Fabricado en polímero, el anverso del nuevo diseño se mantuvo al mismo personaje histórico, Manuel Rodríguez, acompañado por un antú, representación mapuche del sol, y un corte transversal del corazón de un copihue, la flor nacional.
En el reverso se encuentra una vista del volcán Lonquimay, ubicado en la reserva nacional Nalcas, Región de La Araucanía, en conjunto con un loro choroy, ave endémica de los bosques del sur de Chile.